# Bytów
Bytów là một thị trấn thuộc huyện Bytowski, tỉnh Pomorskie ở bắc Ba Lan. Thị trấn có diện tích 8 km². Đến ngày 1 tháng 1 năm 2011, dân số của thị trấn là 16650 người và mật độ 1909 người/km².